# Patinage artistique aux Jeux olympiques de 1980
Navigation
Innsbruck 1976 Sarajevo 1984
Les épreuves de patinage artistique aux Jeux olympiques d'hiver de 1980 se déroulent du 16 au 23 février 1980 à l'Olympic Center Arena de Lake Placid aux États-Unis, sur le même site que les Jeux de 1932.  
Les compétitions regroupent vingt pays et quatre-vingt-cinq athlètes (quarante-et-un hommes et quarante-quatre femmes). 
Quatre épreuves sont disputées :
- Concours Messieurs (le 18 février pour les figures imposées, le 19 février pour le programme court et le 21 février pour le programme libre).
- Concours Dames (le 20 février pour les figures imposées, le 21 février pour le programme court et le 23 février pour le programme libre).
- Concours Couples (le 16 février pour le programme court et le 17 février pour le programme libre).
- Concours Danse sur glace (les 17 et 18 février pour les danses imposées et le 19 février pour la danse libre)

Pour la première fois aux Jeux olympiques, au moins vingt nations participent aux épreuves de patinage artistique. 

## Participants

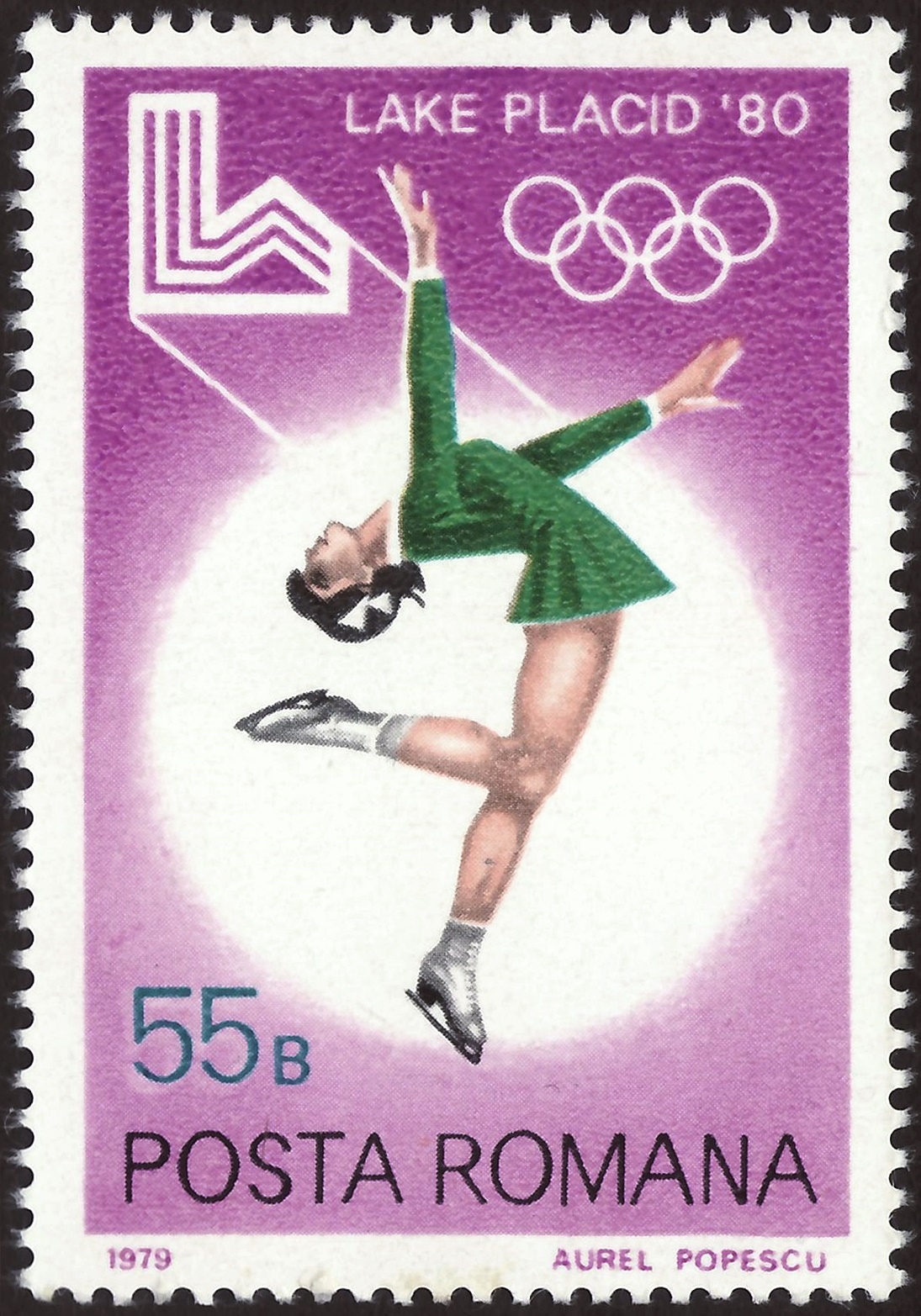
Timbre roumain émis à l'occasion des XIIIe Jeux olympiques d'hiver.

85 patineurs de 20 nations participent aux Jeux olympiques d'hiver de 1980 : 41 hommes et 44 femmes.
La Chine et la Yougoslavie participent pour la première fois aux épreuves de patinage artistique des Jeux olympiques d'hiver.
| Pays                 | Participants Hommes | Participantes Femmes | Nombre d'hommes | Nombre de femmes | Nombre total |
| -------------------- | --- | --- | --------------- | ---------------- | ------------ |
| Allemagne de l'Est   | Uwe Bewersdorff Jan Hoffmann Hermann Schulz Tassilo Thierbach                                                                                           | Sabine Baeß Manuela Mager Anett Pötzsch                                                                                   | 4               | 3                | 7            |
| Allemagne de l'Ouest | Rudi Cerne Andreas Nischwitz Christian Steiner | Henriette Fröschl Dagmar Lurz Karin Riediger Christina Riegel                                                             | 3               | 4                | 7            |
| Australie            | Peter Cain | Elizabeth Cain | 1               | 1                | 2            |
| Autriche             | Peter Handschmann | Susanne Handschmann Claudia Kristofics-Binder                                                                             | 1               | 2                | 3            |
| Canada               | John Dowding Paul Martini Brian Pockar | Heather Kemkaran Barbara Underhill Lorna Wighton                                                                          | 3               | 3                | 6            |
| Chine                | Xu Zhaoxiao | Bao Zhenghua | 1               | 1                | 2            |
| Corée du Sud         | | Shin Hae-sook | 0               | 1                | 1            |
| Espagne              | | Gloria Mas | 0               | 1                | 1            |
| États-Unis           | Michael Botticelli Peter Carruthers Randy Gardner Scott Hamilton David Santee Michael Seibert John Summers Charles Tickner                              | Lisa-Marie Allen Tai Reina Babilonia Judy Blumberg Kitty Carruthers Sheryl Franks Linda Fratianne Sandy Lenz Stacey Smith | 8               | 8                | 16           |
| Finlande             | | Susan Broman Kristiina Wegelius                                                                                           | 0               | 2                | 2            |
| France               | Jean-Christophe Simond | | 1               | 0                | 1            |
| Hongrie              | András Sallay | Krisztina Regőczy | 1               | 1                | 2            |
| Italie               | | Franca Bianconi Susanna Driano                                                                                            | 0               | 2                | 2            |
| Japon                | Fumio Igarashi Mitsuru Matsumura | Emi Watanabe | 2               | 1                | 3            |
| Royaume-Uni          | Robin Cousins Robert Daw Christopher Dean Christopher Howarth Nicky Slater                                                                              | Karen Barber Susy Garland Karena Richardson Jayne Torvill                                                                 | 5               | 4                | 9            |
| Suède                | Thomas Öberg | | 1               | 0                | 1            |
| Suisse               | | Denise Biellmann Danielle Rieder                                                                                          | 0               | 2                | 2            |
| Tchécoslovaquie      | Stanislav Drastich | Liliana Řeháková | 1               | 1                | 2            |
| Union soviétique     | Igor Bobrin Andreï Boukine Guennadi Karponossov Konstantin Kokora Vladimir Kovalev Stanislav Leonovich Andrei Minenkov Sergey Shakray Aleksandr Zaïtsev | Natalia Bestemianova Marina Cherkasova Kira Ivanova Natalia Linitchouk Marina Pestova Irina Moïsseïeva Irina Rodnina      | 9               | 7                | 16           |
| Yougoslavie          | | Sanda Dubravčić | 0               | 1                | 1            |
| Total                | Total | Total | 41              | 44               | 85           |

## Podiums
| Épreuves                            | Or                                        | Argent                             | Bronze                             |
| ----------------------------------- | ----------------------------------------- | ---------------------------------- | ---------------------------------- |
| Messieurs résultats détaillés       | Robin Cousins                             | Jan Hoffmann                       | Charles Tickner                    |
| Dames résultats détaillés           | Anett Pötzsch                             | Linda Fratianne                    | Dagmar Lurz                        |
| Couples résultats détaillés         | Irina Rodnina / Aleksandr Zaïtsev         | Marina Cherkasova / Sergey Shakray | Manuela Mager / Uwe Bewersdorff    |
| Danse sur glace résultats détaillés | Natalia Linitchouk / Guennadi Karponossov | Krisztina Regőczy András Sallay    | Irina Moïsseïeva / Andrei Minenkov |

## Tableau des médailles
| Rang  | Pays                 | Médaille d'or, Jeux olympiques | Médaille d'argent, Jeux olympiques | Médaille de bronze, Jeux olympiques | Total |
| 1     | Union soviétique     | 2                              | 1                                  | 1                                   | 4     |
| 2     | Allemagne de l'Est   | 1                              | 1                                  | 1                                   | 3     |
| 3     | Royaume-Uni          | 1                              | 0                                  | 0                                   | 1     |
| 4     | États-Unis           | 0                              | 1                                  | 1                                   | 2     |
| 5     | Hongrie              | 0                              | 1                                  | 0                                   | 1     |
| 6     | Allemagne de l'Ouest | 0                              | 0                                  | 1                                   | 1     |
| Total | Total                | 4                              | 4                                  | 4                                   | 12    |

## Détails des compétitions

### Messieurs
| Rang    | Nom                    | Nation               | Places | Points | Fig. impo. | Prog. court | Prog. libre |
| ------- | ---------------------- | -------------------- | ------ | ------ | ---------- | ----------- | ----------- |
| 1       | Robin Cousins          | Royaume-Uni          | 13.0   | 189.48 | 4          | 1           | 1           |
| 2       | Jan Hoffmann           | Allemagne de l'Est   | 15.0   | 189.72 | 1          | 2           | 2           |
| 3       | Charles Tickner        | États-Unis           | 28.0   | 187.06 | 2          | 5           | 3           |
| 4       | David Santee           | États-Unis           | 34.0   | 185.52 | 3          | 3           | 5           |
| 5       | Scott Hamilton         | États-Unis           | 45.0   | 181.78 | 8          | 4           | 4           |
| 6       | Igor Bobrin            | Union soviétique     | 55.0   | 177.40 | 7          | 6           | 8           |
| 7       | Jean-Christophe Simond | France               | 64.0   | 175.00 | 6          | 10          | 9           |
| 8       | Mitsuru Matsumura      | Japon                | 75.0   | 172.28 | 11         | 7           | 7           |
| 9       | Fumio Igarashi         | Japon                | 77.0   | 172.04 | 13         | 8           | 6           |
| 10      | Konstantin Kokora      | Union soviétique     | 91.0   | 168.18 | 10         | 11          | 10          |
| 11      | Hermann Schulz         | Allemagne de l'Est   | 98.0   | 166.70 | 9          | 9           | 13          |
| 12      | Brian Pockar           | Canada               | 107.0  | 163.26 | 12         | 12          | 12          |
| 13      | Rudi Cerne             | Allemagne de l'Ouest | 116.0  | 159.30 | 15         | 13          | 11          |
| 14      | Thomas Öberg           | Suède                | 127.0  | 149.80 | 14         | 14          | 14          |
| 15      | Christopher Howarth    | Royaume-Uni          | 134.0  | 145.66 | 16         | 15          | 15          |
| 16      | Xu Zhaoxiao            | Chine                | 144.0  | 117.16 | 17         | 16          | 16          |
| Abandon | Vladimir Kovalev       | Union soviétique     |        |        | 5          |             |             |

### Dames
| Rang | Nom                       | Nation               | Places | Points | Fig. impo. | Prog. court | Prog. libre |
| ---- | ------------------------- | -------------------- | ------ | ------ | ---------- | ----------- | ----------- |
| 1    | Anett Pötzsch             | Allemagne de l'Est   | 11.0   | 189.00 | 1          | 4           | 3           |
| 2    | Linda Fratianne           | États-Unis           | 16.0   | 188.30 | 3          | 1           | 2           |
| 3    | Dagmar Lurz               | Allemagne de l'Ouest | 28.0   | 183.04 | 2          | 5           | 6           |
| 4    | Denise Biellmann          | Suisse               | 43.0   | 180.06 | 12         | 2           | 1           |
| 5    | Lisa-Marie Allen          | États-Unis           | 45.0   | 179.42 | 8          | 3           | 4           |
| 6    | Emi Watanabe              | Japon                | 48.0   | 179.04 | 4          | 8           | 5           |
| 7    | Claudia Kristofics-Binder | Autriche             | 60.0   | 176.88 | 5          | 7           | 9           |
| 8    | Susanna Driano            | Italie               | 77.0   | 172.82 | 6          | 14          | 10          |
| 9    | Sandy Lenz                | États-Unis           | 82.0   | 172.74 | 11         | 6           | 7           |
| 10   | Kristiina Wegelius        | Finlande             | 87.0   | 172.04 | 7          | 11          | 12          |
| 11   | Sanda Dubravčić           | Yougoslavie          | 100.0  | 170.30 | 13         | 10          | 8           |
| 12   | Karena Richardson         | Royaume-Uni          | 109.0  | 168.94 | 10         | 9           | 14          |
| 13   | Karin Riediger            | Allemagne de l'Ouest | 120.0  | 166.32 | 15         | 13          | 11          |
| 14   | Danielle Rieder           | Suisse               | 125.0  | 165.46 | 9          | 15          | 16          |
| 15   | Heather Kemkaran          | Canada               | 128.0  | 164.64 | 16         | 12          | 15          |
| 16   | Kira Ivanova              | Union soviétique     | 144.0  | 161.54 | 18         | 16          | 13          |
| 17   | Susan Broman              | Finlande             | 152.0  | 157.54 | 14         | 17          | 17          |
| 18   | Christina Riegel          | Allemagne de l'Ouest | 162.0  | 149.50 | 17         | 19          | 18          |
| 19   | Franca Bianconi           | Italie               | 134.0  | 144.82 | 19         | 18          | 19          |
| 20   | Shin Hae-sook             | Corée du Sud         | 134.0  | 128.18 | 20         | 22          | 22          |
| 21   | Gloria Mas                | Espagne              | 190.0  | 126.56 | 21         | 20          | 21          |
| 22   | Bao Zhenghua              | Chine                | 191.0  | 126.96 | 22         | 21          | 20          |

### Couples
| Rang    | Nom                                  | Nation               | Places | Points | Prog. court | Prog. libre |
| ------- | ------------------------------------ | -------------------- | ------ | ------ | ----------- | ----------- |
| 1       | Irina Rodnina / Aleksandr Zaïtsev    | Union soviétique     | 9.0    | 147.26 | 1           | 1           |
| 2       | Marina Cherkasova / Sergey Shakray   | Union soviétique     | 19.0   | 143.80 | 2           | 2           |
| 3       | Manuela Mager / Uwe Bewersdorff      | Allemagne de l'Est   | 33.0   | 140.52 | 4           | 3           |
| 4       | Marina Pestova / Stanislav Leonovich | Union soviétique     | 31.0   | 141.14 | 3           | 4           |
| 5       | Kitty Carruthers / Peter Carruthers  | États-Unis           | 46.0   | 137.38 | 5           | 5           |
| 6       | Sabine Baeß / Tassilo Thierbach      | Allemagne de l'Est   | 53.0   | 136.00 | 6           | 6           |
| 7       | Sheryl Franks / Michael Botticelli   | États-Unis           | 64.0   | 133.84 | 7           | 7           |
| 8       | Christina Riegel / Andreas Nischwitz | Allemagne de l'Ouest | 71.0   | 131.70 | 8           | 8           |
| 9       | Barbara Underhill / Paul Martini     | Canada               | 78.0   | 129.36 | 9           | 9           |
| 10      | Susy Garland / Robert Daw            | Royaume-Uni          | 91.0   | 124.36 | 11          | 10          |
| 11      | Elizabeth Cain / Peter Cain          | Australie            | 98.0   | 121.30 | 10          | 11          |
| Forfait | Tai Reina Babilonia / Randy Gardner  | États-Unis           |        |        |             |             |

### Danse sur glace
| Rang | Nom                                       | Nation               | Places | Points | Danses imposées | Danse libre |
| ---- | ----------------------------------------- | -------------------- | ------ | ------ | --------------- | ----------- |
| 1    | Natalia Linitchouk / Guennadi Karponossov | Union soviétique     | 13.0   | 205.48 | 1               | 2           |
| 2    | Krisztina Regőczy / András Sallay         | Hongrie              | 14.0   | 204.52 | 2               | 1           |
| 3    | Irina Moïsseïeva / Andrei Minenkov        | Union soviétique     | 27.0   | 201.86 | 3               | 3           |
| 4    | Liliana Řeháková / Stanislav Drastich     | Tchécoslovaquie      | 39.0   | 198.02 | 4               | 4           |
| 5    | Jayne Torvill / Christopher Dean          | Royaume-Uni          | 42.0   | 197.12 | 5               | 5           |
| 6    | Lorna Wighton / John Dowding              | Canada               | 54.0   | 193.80 | 6               | 6           |
| 7    | Judy Blumberg / Michael Seibert           | États-Unis           | 66.0   | 190.30 | 7               | 7           |
| 8    | Natalia Bestemianova / Andreï Boukine     | Union soviétique     | 75.0   | 188.18 | 9               | 9           |
| 9    | Stacey Smith / John Summers               | États-Unis           | 75.0   | 188.38 | 8               | 8           |
| 10   | Henriette Fröschl / Christian Steiner     | Allemagne de l'Ouest | 94.0   | 178.38 | 10              | 10          |
| 11   | Susanne Handschmann / Peter Handschmann   | Autriche             | 96.0   | 177.78 | 11              | 11          |
| 12   | Karen Barber / Nicky Slater               | Royaume-Uni          | 104.0  | 176.92 | 12              | 12          |